# Пам'ятник Адамові Міцкевичу (Ґожув-Велькопольський)
Памятник Адаму Мицкевичу, великому польському поету епохи романтизму, встановлений в польському місті Ґожув-Велькопольський в центрі Любуського воєводства. Автор пам'ятника — Юзеф Ґославський (1908—1963).
Розташований у Сквері Свободи на перетині вул. Ген. Владислава Сікорського та Львівських орлят.

## Історія
Ідея створення пам'ятника виникла у зв'язку з 100-ю річницею з дня смерті поета в 1956 році. Урочисте відкриття відбулося 15 грудня 1957 року.
Початковим проектом було передбачено, що поет у лівій руці буде тримати перо, а в правій — книгу. Вже в ході створення пам'ятника були внесені зміни, які призвели до того, що одна з рук виявилася довшою на 20 см.

## Опис
Литий з чавуну пам'ятник у повний зріст розташований на гранітному п'єдесталі. Висота відлитої фігури — близько 2,5 метрів. Погляд спрямований уперед. У правій руці — книга.

Навколо постаменту — напис: 
|  | ПОЕТУ І НАРОДНОМУ ТРИБУНУ АДАМУ МІЦКЕВИЧУ ГРОМАДСЬКІСТЬ ГОЖУВА В СОТУ РІЧНИЦЮ СМЕРТІ |

В оригіналі: 
|  | POECIE I TRYBUNOWI LUDU ADAMOWI MICKIEWICZOWI SPOŁECZEŃSTWO GORZOWA W SETNĄ ROCZNICĘ ZGONU(пол.) |

Під час проведення ЄВРО-2008 вболівальники міста включили пам'ятник Міцкевичу у свою кампанію під девізом: «У Польщі навіть пам'ятники вболівають за наших!». У дні ігор постать поета була одягнена у футболку кольорів національної збірної Польщі з футболу.

## Галерея

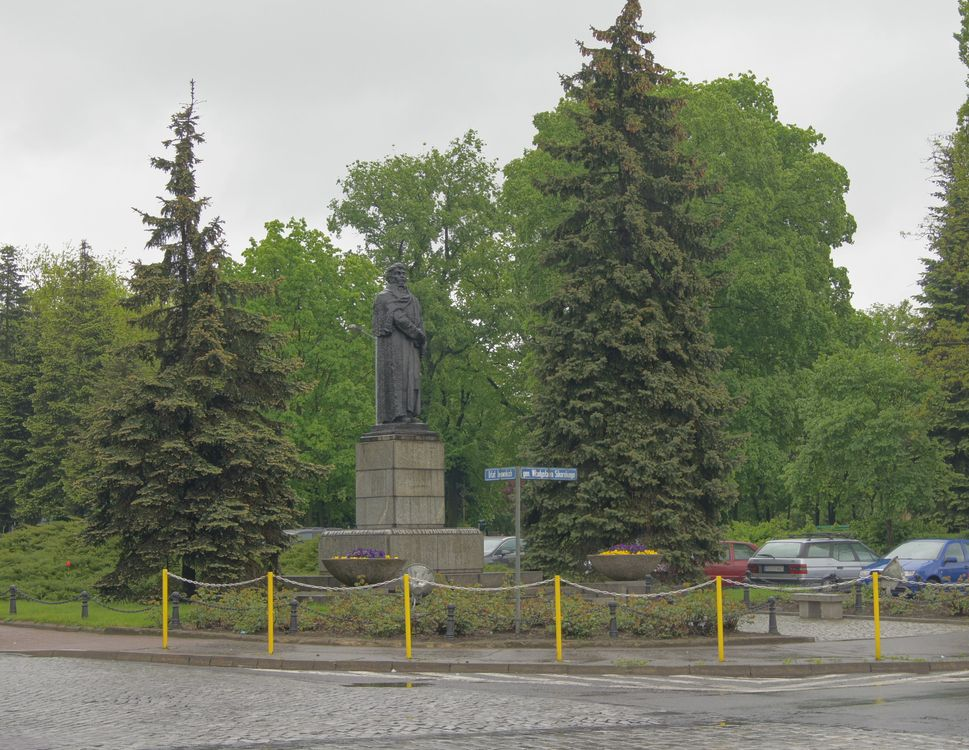
Загальний вид пам'ятника.
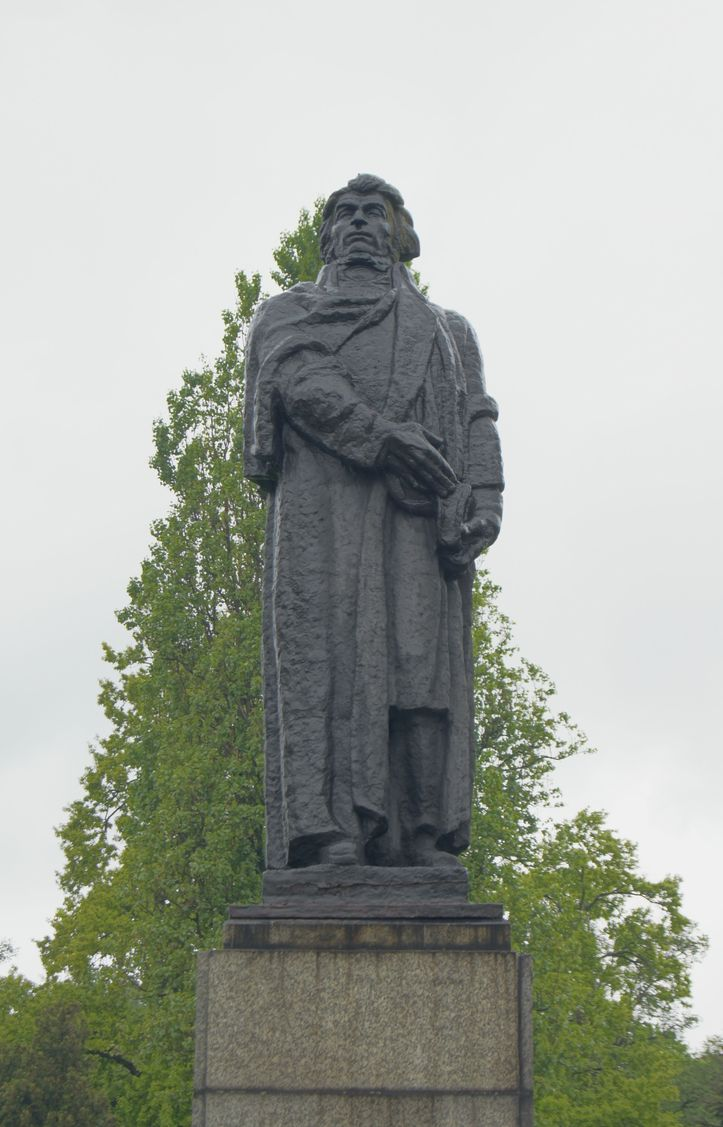
Фігура поета.
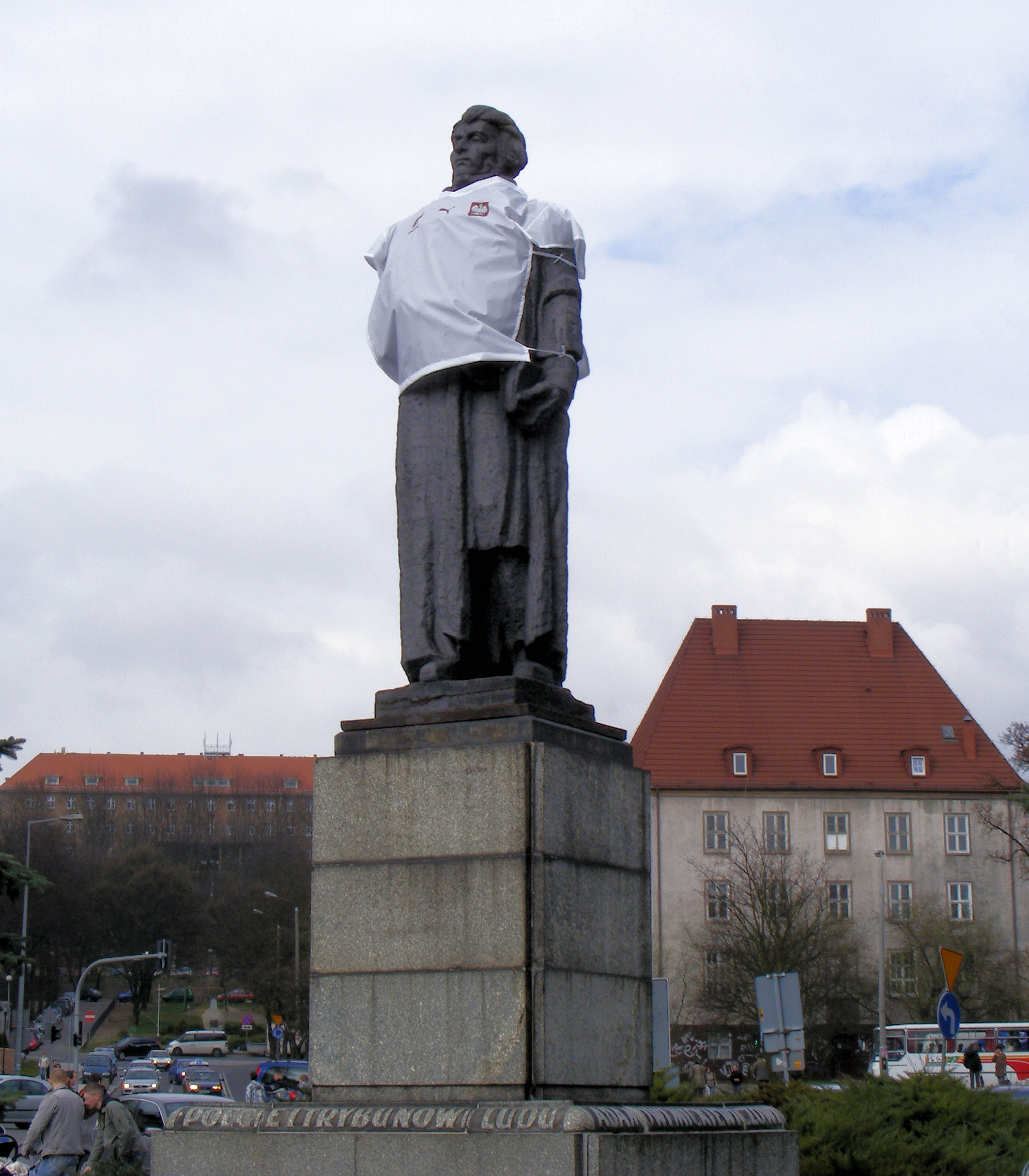
Пам'ятник, одягнений у футболку національної збірної Польщі з футболу.
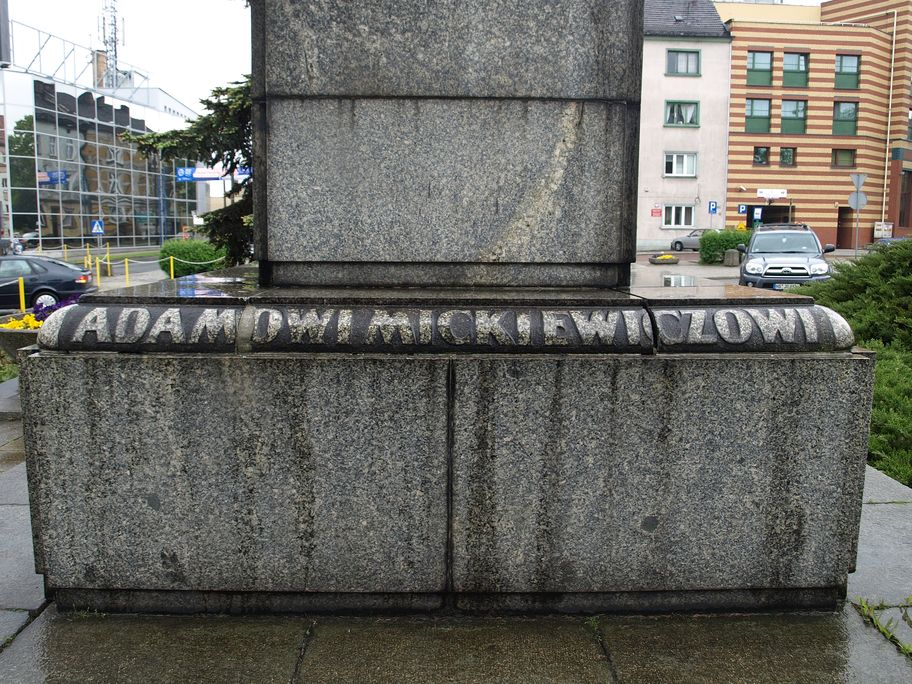
Фрагмент напису на постаменті.